# Siamesisch-Kambodschanischer Krieg 1622
Der Siamesisch-Kambodschanische Krieg 1622 war eine militärische Auseinandersetzung zwischen dem siamesischen Königreich Ayutthaya und Kambodscha (Khmer).

## Vorgeschichte
Als Folge des Siamesisch-Kambodschanischen Krieg 1603 bestieg Prinz Srisuphanma als König Barom Reachea IV. den Thron der Khmer unter der Oberhoheit der Siamesen, dessen König Naresuan (reg. 1590 bis 1605) dem Prinzen Truppen zur Verfügung gestellt hatte. Barom Reachea IV. starb im Jahr 1618, und sein Sohn Chettha (reg. 1618 bis 1625) folgte ihm auf den Thron. Er erklärte kurze Zeit später die Unabhängigkeit der Khmer von Ayutthaya und näherte sich vorsichtig Annam (im heutigen Vietnam) an.

## Verlauf
Der König von Ayutthaya, Songtham (reg. 1610 bis 1628), akzeptierte die einseitige Erklärung der Khmer nicht und entsandte eine Streitmacht über das Meer, um das Land wieder an Ayutthaya anzuschließen. Die Flotte hatte im Folgenden keinen Einfluss auf die entstehenden Kampfhandlungen.  Auch die Landstreitmacht konnte sich nicht entfalten, da sie von Khmer-Führern in einen Hinterhalt geleitet wurde und starke Verluste erlitt. 
Songtham wandte sich daraufhin sowohl an die Britische als auch an die Niederländische Ostindienkompanie, um Hilfe bei einer weiteren Expedition, doch blieben die Europäer passiv. Ayutthaya hatte damit die Kontrolle über die Khmer verloren. In der Zwischenzeit hatte Chettha eine Prinzessin der vietnamesischen Nguyen geheiratet und die Ansiedlung von Vietnamesen im Süden von Kambodscha erlaubt. 

## Folgen
Kambodscha bemühte sich in der Folge stets darum, Siam und Vietnam einerseits auf Distanz zu halten, andererseits gegeneinander auszuspielen. Für rund ein Jahrhundert herrschte relative Ruhe zwischen den Siamesen und den Khmer.